# Wang Yi
Wang Yi (idioma chino: 王毅, Pinyin: Wáng Yí, Pekín, 19 de octubre de 1953) es un político y diplomático chino que desde el 1 de enero de 2023, se desempeña como director de la Oficina de la Comisión Central de Asuntos Exteriores del Comité Central del Partido Comunista de China, lo que le convierte en el diplomático de mayor rango de China. También se ha desempeñado como Consejero de Estado desde 2018 y miembro del Politburó del PCCh desde 2022. Ha ocupado el cargo de Ministerio de Relaciones Exteriores de la República Popular China de 2013 a 2022 y posteriormente desde el 25 de julio de 2023.

## Biografía
Wang Yi nació en Pekín el 19 de octubre de 1953. Estudió en la Universidad de Estudios Internacionales de Pekín, estudió el idioma japonés y se graduó de Bachiller en 1982. 
De 1975 a 1983 ocupó distintos destinos en el Ministerio de Exteriores, estuvo en la Sección asiática, empezando su carrera como diplomático. En septiembre de 1989, fue enviado a la Embajada china en Japón, donde trabajó durante 5 años. Cuando regresó a China en marzo de 1994, Wang fue nombrado como subjefe de la Sección asiática del Ministerio y promovido a jefe al año siguiente.

### Primeros altos cargos
Desde agosto de 1997 hasta febrero de 1998, Wang fue becario visitante en el Instituto de Relaciones Exteriores de la Universidad de Georgetown en los Estados Unidos. Luego de su regreso, fue promovido a Ministro asistente y director de la oficina de investigación política. Desde septiembre de 1999, Wang estudió relaciones internacionales en la Universidad de Asuntos Exteriores de China (China Foreign Affairs University), obteniendo el grado de máster. En febrero del año 2001, Wang fue promovido al cargo de Viceministro de Asuntos Exteriores, encargado de asuntos en Asia, siendo el más joven viceministro. 
En septiembre de 2004, Wang fue nombrado embajador en Japón, donde sirvió hasta septiembre de 2007. En junio de 2008, Wang sucedió a Chen Yunlin como Director de la Oficina de Asuntos de Taiwán del Consejo de Estado de la República Popular China.
Wang fue miembro del 17° Comité Central del Partido Comunista Chino en su sesión de 2007 a 2012 y del actual 18.º Comité Central de 2012 al 2017.

### Ministro de Asuntos Exteriores
El 16 de marzo de 2013 asumió como Ministro de Asuntos Exteriores en sustitución de Yang Jiechi, que pasó a ser Consejero del Estado. Ocupó este puesto hasta el 30 de diciembre de 2022, cuando fue sustituido por Qin Gang y asignado al puesto de Director de la Oficina de la Comisión Central de Asuntos Exteriores del Partido Comunista en sustitución de Yang Jiechi, quien renunció al puesto a los 72 años. De esta manera Wang Yi se convierte en el principal asesor de política exterior del Partido Comunista de China.

#### Reunión con el Talibán
Tras la toma de poder en Kabul por parte de los talibanes y la consolidación del parlamento del nuevo Emirato Islámico de Afganistán durante el verano de 2021, Wang Yi recibió a los talibanes como continuación de la política de apaciguación que China adoptó con ellos desde julio de 2021, cuando se reunió con un representante de los integristas en Tianjin. China, a la cabeza de los países limítrofes de Afganistán, buscaba en los acuerdos con los talibanes la promesa de evitar el uso del corredor de Vaján como paso de terroristas que desestabilizasen la zona de Sinkiang, de mayoría étnica uigur. Por su parte, el nuevo régimen afgano esperaba ayuda económica de la República Popular, la cual fue anunciada por Wang con un comienzo de 26 millones de euros de ayudas en medicinas, vacunas, grano y artículos para el invierno.

#### Relaciones diplomáticas chinas
Durante su paso liderando el Ministerio de Asuntos Exteriores, Wang Yi ha conseguido el reconocimiento de la República Popular China como el ente político de China por parte de Panamá en 2017, así como por la República Dominicana y El Salvador en 2018. Estos reconocimientos se dan en detrimento del reconocimiento internacional de la República de China en Taiwán, empeorando su reconocimiento internacional.

### Celebridad en Internet
En 2016, a raíz de unos comentarios realizados como respuesta a un político canadiense en las que Wang Yi le acusaba de tener unos prejuicios antichinos, el ministro de exteriores obtuvo una fuerte repercusión en su país por el uso y estilo conocido como diplomacia del lobo guerrero, que provocó que en la plataforma web Sina Weibo, una de las redes sociales más utilizadas en la República Popular China, se crease un grupo de seguidores suyos que alcanzó 130.000 seguidores poco tiempo después de su creación.